# Centromerus truki
Centromerus truki is een spinnensoort uit de familie hangmatspinnen (Linyphiidae). De soort komt voor op de Carolinen.